# Widener Library

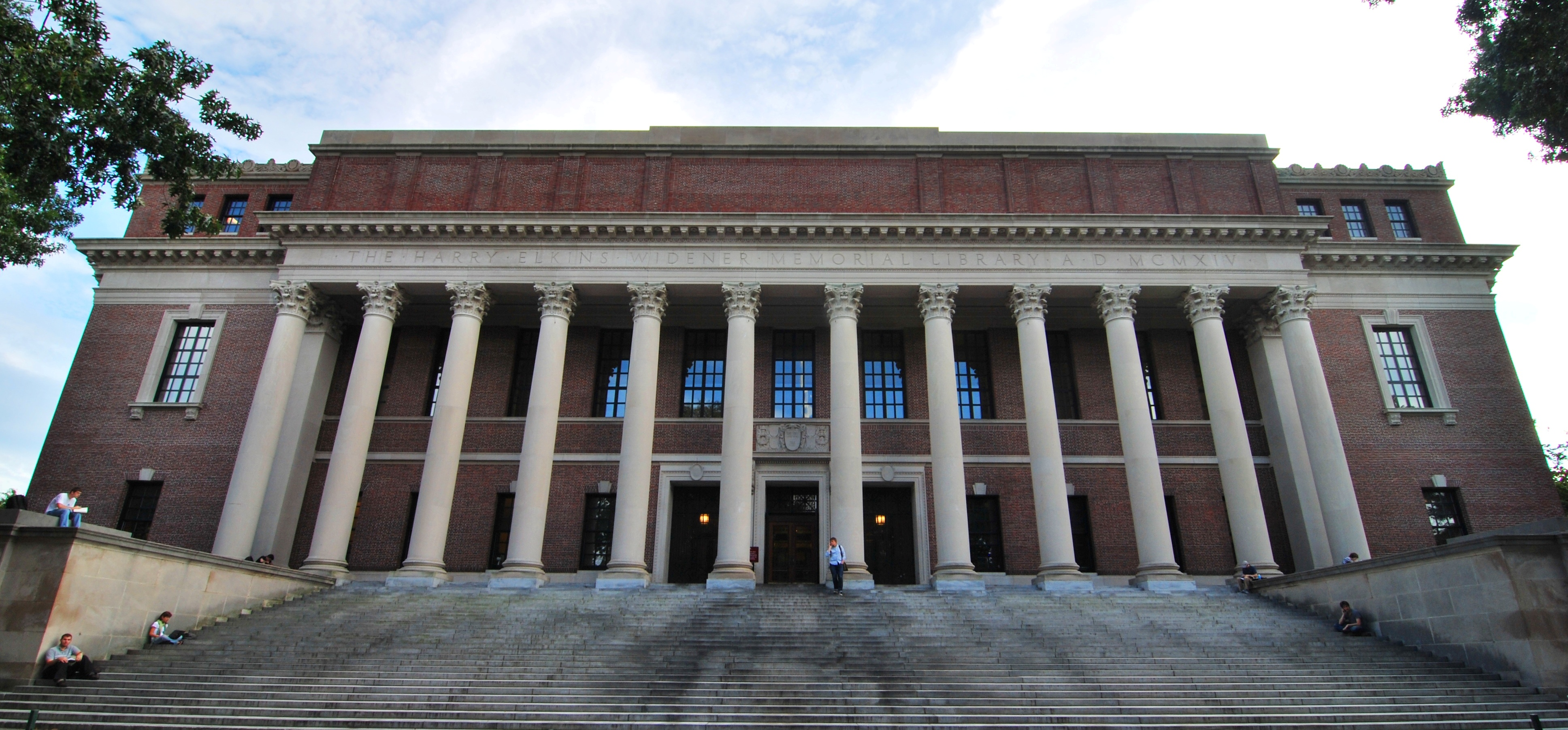
Widener Library (2009)

Die Harry Elkins Widener Memorial Library, kurz Widener Library (deutsch Widener-Bibliothek), ist das Hauptgebäude des Bibliothekssystems der Harvard University Library an der Harvard-Universität in Cambridge (Massachusetts). Zu ihrer Sammlung gehört auch eine zweibändige Papierausgabe der Gutenberg-Bibel.

## Bauwerk
Sie befindet sich gegenüber der Memorial Church, auf der Südseite des Harvard Yard am Universitätscampus. Mit rund 100 km an Bücherregalen (insgesamt 57.000 Regale) und 3 Millionen Büchern ist die Widener Library eines der größten Einzelgebäude als Aufbewahrungsstätte von Büchern. Die gesamte Harvard-Universitätsbibliothek ist mit 16,8 Millionen Bänden das größte Universitätsbibliotheksystem der Welt, außerdem die drittgrößte Bibliothek in den Vereinigten Staaten nach der Library of Congress und dem Bibliotheksverbund der Boston Public Library.
Das Gebäude beherbergt viele spezielle Sammlungen, unter anderem afrikanische, amerikanische, asiatische, germanische, jüdische, iberische, slawische sowie Sammlungen aus dem Nahen Osten oder dem modernen Griechenland.

## Geschichte
Die Widener Library wurde am 24. Juni 1915 feierlich eröffnet. Sie soll an Harry Widener (1885–1912) erinnern, einen Harvard-Absolventen des Jahres 1907. Er war ein Buchsammler und ein Opfer des Titanic-Unglückes. Seine Mutter, Eleanor Elkins Widener, spendete der Universität 3,5 Millionen US-Dollar zum Bau eines Bibliotheksgebäudes, das seinen Namen tragen sollte. Das Gebäude wurde von Horace Trumbauer & Associates geplant, die auch schon viele Privathäuser der weit verzweigten Familie Wilkins und Widener in Philadelphia geplant hatten. Der verantwortliche Planer war der Chefarchitekt der Gesellschaft, Julian F. Abele, der erste bedeutende afroamerikanische Architekt.
Zwischen 1997 und 2004 wurde das Gebäude um 97 Millionen US-Dollar umfassend renoviert. Dabei wurden ein Feuerunterdrückungssystem, eine Klimaanlage sowie Lichthöfe installiert oder erneuert, sowie die Magazine und öffentlichen Räume umgestaltet. Der Schenkungsvertrag der Familie Widener verbietet der Universität, das Äußere des Gebäudes zu verändern, ansonsten würde das Gebäude an die Stadt Cambridge zurückfallen. Daher waren die Möglichkeiten bei der Renovierung begrenzt, was jedoch zu interessanten Ideen führte. So wurde durch ein (ehemaliges) Fenster hindurch eine Fußbrücke errichtet, die in ein anderes Gebäude führt.
Die Bibliothek untersteht dem Office of the Librarian of Harvard College.

## Fiktion
Laut dem fiktiven Cthulhu-Mythos von H. P. Lovecraft beherbergt die Widener Library eine der wenigen existierenden Kopien des Necronomicon, irgendwo in den endlosen Magazinen versteckt.